# Soryu
La Soryu (kyūjitai: 蒼龍?, shinjitai: 蒼竜?, rōmaji: ?, Sōryū; letteralmente "drago blu/verde") era una portaerei della Marina imperiale giapponese. Ha partecipato all'attacco di Pearl Harbor ed è stata affondata alla battaglia delle Midway.
La Soryu è stata costruita nei cantieri navali a Kaigun Kosho, Kure, Giappone, ed è stata varata il 29 dicembre 1937. Rispetto alle precedenti portaerei, che altro non erano se non riprogettazioni di incrociatori preesistenti, è stata progettata fin dall'inizio come portaerei. Al varo, con la sua velocità prossima ai 35 nodi, era la portaerei più veloce al mondo. Allo scoppio della guerra nel Pacifico era comandata dal capitano Ryusaku Yanagimoto.

## Battaglie

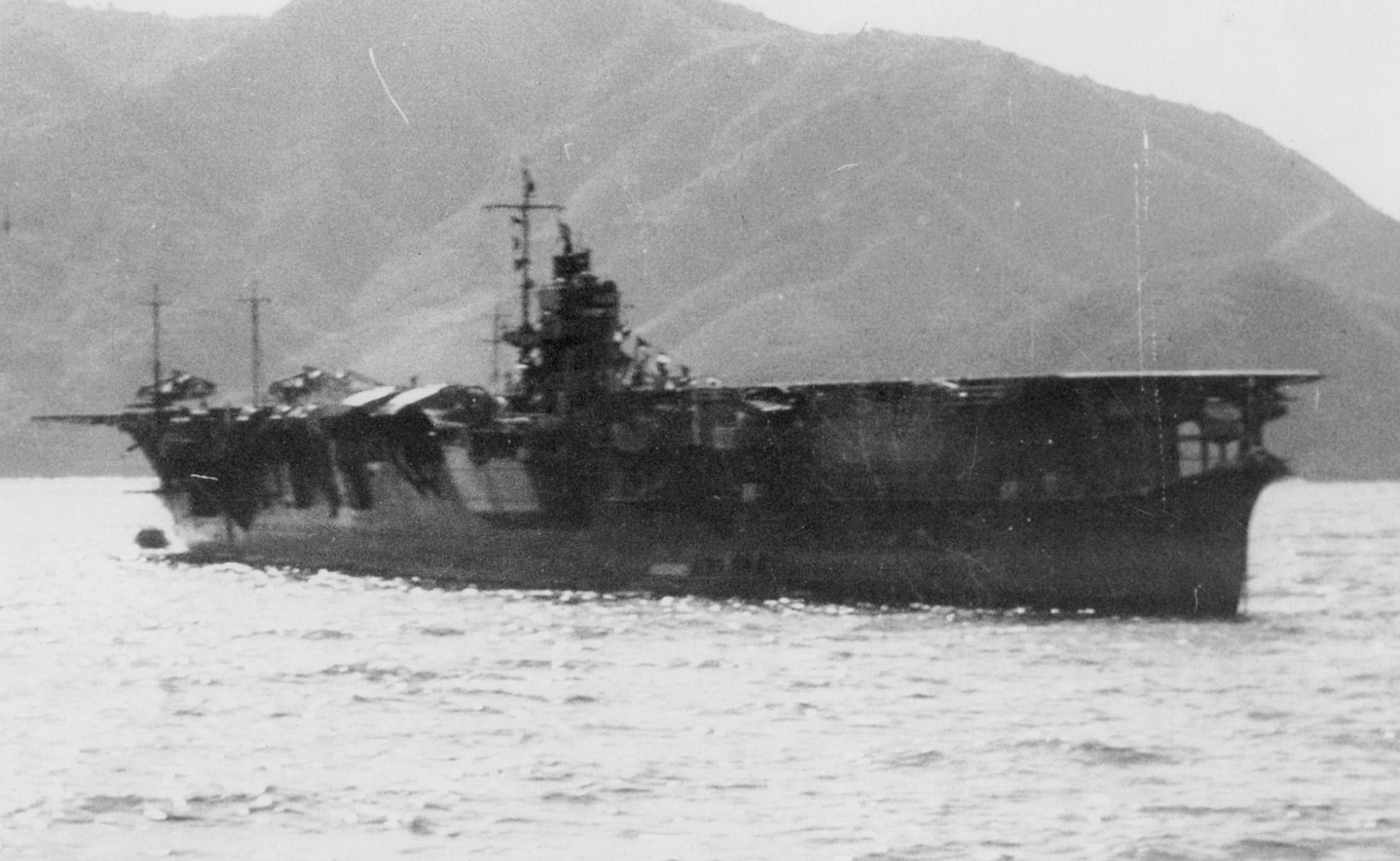
La portaerei all'ancora presso le Isole Curili nel 1941

La Soryu era una delle sei portaerei che componevano il Kido Butai (forza notevole) che attaccò Pearl Harbor il 7 dicembre 1941. Durante l'attacco inviò due ondate di aerei contro la base navale degli Stati Uniti d'America. La sua prima ondata ha colpito la Nevada, la Tennessee e la West Virginia con le bombe perforanti e lo Utah, l'Helena, la California e la Raleigh con i siluri, così come furono colpiti i velivoli della base terrestre di Barbers Point. La sua seconda ondata colpì la California, la Raleigh, la Kaneohe e le installazioni della Navy Yard.
Dal 21 dicembre al 23 dicembre del 1941 la Soryu ha effettuato attacchi aerei contro l'Isola di Wake. Nel gennaio del 1942 ha sostenuto l'invasione delle isole di Palau e la battaglia di Ambon. Il 19 febbraio del 1942 la Soryu ha effettuato attacchi contro Darwin in Australia. Nel marzo 1942 ha partecipato alla battaglia del Mare di Giava, aiutando ad affondare la petroliera Pecos degli Stati Uniti.
Ad aprile del 1942 la Soryu prese parte ai raid effettuati nell’Oceano Indiano, lanciando attacchi aerei contro la base della Royal Navy di Ceylon il 5 aprile 1942 e contribuendo ad affondare gli incrociatori della marina inglese Cornwall e Dorsetshire. Il 9 aprile aiutò a silurare la portaerei britannica Hermes ed il cacciatorpediniere di scorta HMAS Vampire.
Il 19 aprile 1942 tentò di intercettare le portaerei americane Hornet ed Enterprise dopo che da queste erano stati lanciati gli aerei per l'incursione di Doolittle su Tokyo, ma senza successo.
Nel giugno 1942 la Soryu fu una delle quattro portaerei che, inserite nella First Carrier Striking Force (Prima forza d'attacco di portaerei), parteciparono, sotto il comando del viceammiraglio Chuichi Nagumo, alla battaglia delle Midway. La sua linea di volo era composta da 21 caccia Mitsubishi A6M "Zero", 21 bombardieri in picchiata Aichi D3A "Val" e 21 aerosiluranti Nakajima B5N "Kate". Il 4 giugno 1942 lanciò la prima ondata di aerei contro la base americana sull'isola di Midway. A 10:25 mentre si preparava per lanciare una seconda ondata contro un gruppo di portaerei americane, venne attaccata da tredici bombardieri in picchiata Douglas SBD Dauntless provenienti dalla portaerei US Navy USS Yorktown. La Soryu ricevette tre colpi diretti dalle bombe da 1 000 lb (450 kg), una delle quali penetrò nell'hangar inferiore, le altre due esplosero nell'hangar superiore. Il disastro fu immediato in quanto negli hangar erano presenti gli aerei riforniti pronti per essere lanciati, con conseguente esplosioni secondarie. In un attimo il fuoco fu fuori controllo. Alle 10:40 la Soryu si arrestò ed il suo equipaggio fu tratto in salvo dai cacciatorpediniere Isokaze ed Hamakaze. La Soryu affondò alle 17:13. Le perdite furono di 711 uomini di equipaggio su un totale di 1103, compreso il comandante Yanagimoto, che scelse di rimanere a bordo. La percentuale di mortalità fu la più alta di tutte le portaerei giapponesi perse a Midway, causata in gran parte dalle devastanti esplosioni nei due hangar. La versione ufficiale circa l'affondamento della Soryu (il rapporto di Nagumo) indica che essa si sia autoaffondata, ma ricerche successive rivelano che invece fu silurata dal cacciatorpediniere Isokaze.